# 国立病院機構兵庫あおの病院

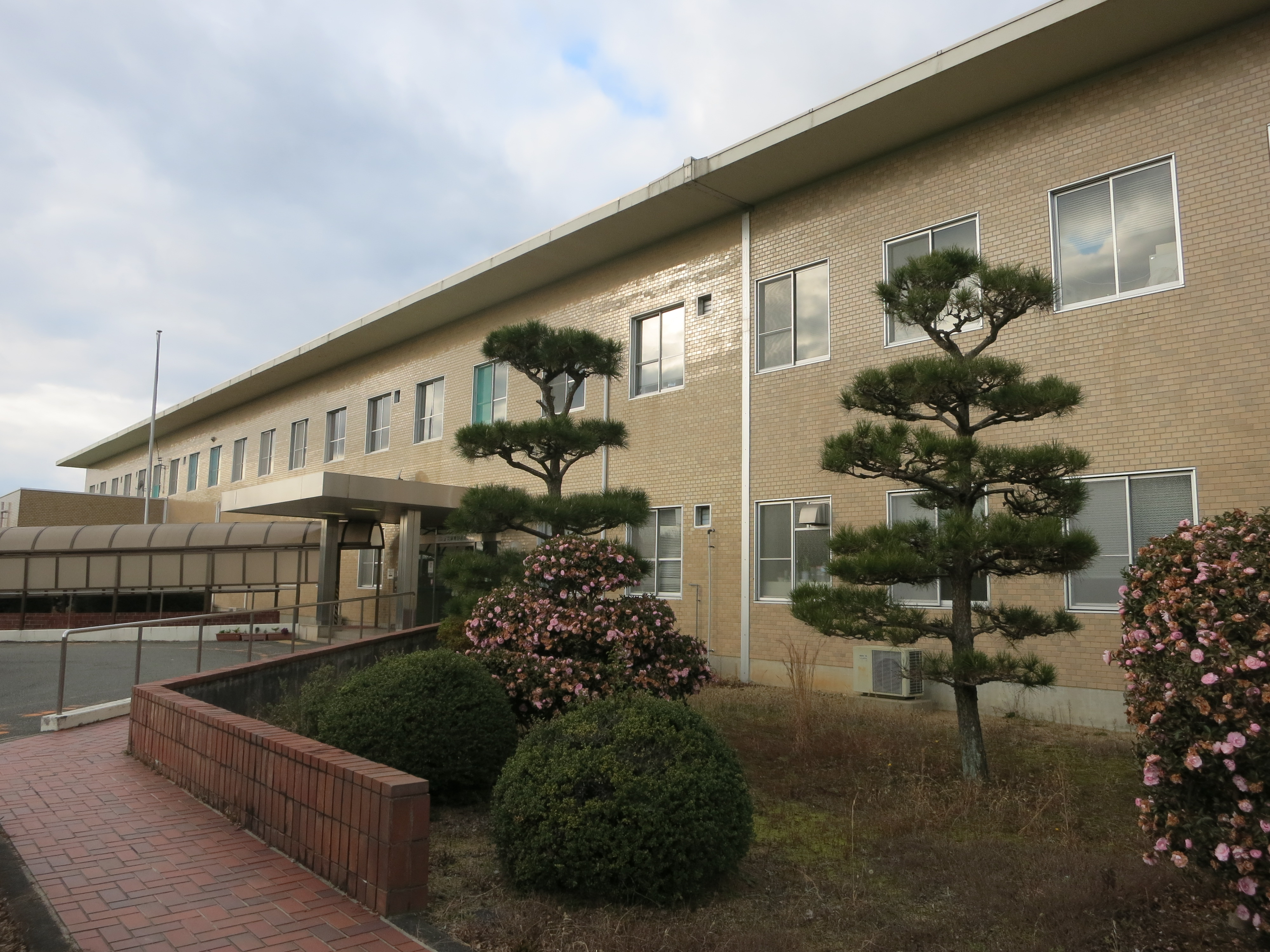
移転前の兵庫青野原病院

独立行政法人国立病院機構兵庫あおの病院（どくりつぎょうせいほうじんこくりつびょういんきこうひょうごあおのびょういん）は、兵庫県小野市にある医療機関。独立行政法人国立病院機構が運営する病院である。政策医療分野における重症心身障害の専門医療施設である。病院の近くに北播磨総合医療センターが所在する。

## 沿革
- 1945年（昭和20年）12月1日 - 元大阪第二陸軍病院が厚生省に移管され、国立兵庫病院として発足。
- 1947年（昭和22年）4月1日 - 国立療養所兵庫病院と改称し、国立療養所（結核療養所）となる。
- 1952年（昭和27年）4月 - 国立青野原療養所と改称。
- 1984年（昭和59年）4月 - 国立療養所青野原病院と改称。
- 2001年（平成13年）1月6日 - 厚生労働省へ移管。
- 2004年（平成16年）4月1日 - 独立行政法人国立病院機構兵庫青野原病院に移行。
- 2015年（平成27年）8月 - 兵庫県小野市南青野より小野市市場町へ移転し、独立行政法人国立病院機構兵庫あおの病院と改称[1]。

## 診療科
- 内科
- 神経内科
- 呼吸器内科
- 循環器内科
- 小児科
- 外科
- 小児外科
- 整形外科
- リハビリテーション科
- 放射線科
- 緩和ケア科
- 皮膚科
- 歯科
- 耳鼻咽喉科

## 医療機関の指定等
- 保険医療機関
- 労災保険指定医療機関
- 指定自立支援医療機関（更生医療・育成医療）
- 身体障害者福祉法指定医の配置されている医療機関
- 生活保護法指定医療機関
- 原子爆弾被害者一般疾病医療取扱医療機関
- 特定疾患治療研究事業委託医療機関
- 小児慢性特定疾患治療研究事業委託医療機関

## 周辺の施設
- 北播磨総合医療センター
- 小野市消防本部消防署南分署

## 交通アクセス
- 山陽自動車道三木小野インターチェンジから約5分、中国自動車道滝野社インターチェンジから約20分
- 路線バスは北播磨総合医療センターの項を参照